# Nederlandenes efterretningstjeneste
Nederlandenes efterretningstjeneste (nederlandsk: Algemene Inlichtingen- en Veiligheidsdienst, AIVD; Nederlandsk udtale: [ˈɑlɣəmeːnə ˈʔɪnlɪxtɪŋə(n) ɛn ˈvɛiləxɦɛitsdinst]) er en efterretningstjeneste fra Nederlandene. Tjenesten er ansvarlig for både indenrigs og udenrigs efterretningsarbejde.

## Historie
Tjenesten kan spore sin historie tilbage til udbruddet af 1. verdenskrig i 1914 hvor der blev oprettet et kontor til efterretninger. Efter krigen (i 1919) blev kontoret erstattet af Centrale Inlichtingendienst.

## Populærkultur
Den nederlandske humoristiske tegneserie Agent 327 skildrer en agent i nederlandenes efterretningstjeneste.
| Samfund | Spire Denne samfundsartikel er en spire som bør udbygges. Du er velkommen til at hjælpe Wikipedia ved at udvide den. |

52°03′47″N 4°29′16″Ø / 52.06296°N 4.48784°Ø